# Charles Maurice Yonge
Charles Maurice Yonge (* 9. Dezember 1899 in Silcoates School bei Wakefield; † 17. März 1986 in Edinburgh) war ein englischer Meeresbiologe.
Charles Maurice Yonge wurde 1899 in Silcoates School bei Wakefield in der englischen Grafschaft West Yorkshire geboren und erzogen; sein Vater war dort Schulleiter. Nach der Teilnahme am Ersten Weltkrieg (1917–1918) studierte er in Edinburgh (B.Sc. 1922) und in Bristol (Ph.D. 1924 und Sc.D. 1927). Während dieser Zeit arbeitete er am Marine-Laboratorium in Plymouth. Von 1928 bis 1929 leitete er die zwölfeinhalb Monate dauernde meeresbiologische Expedition mit elf Wissenschaftlern zum Great Barrier Reef vor Australiens Ostküste. Von 1933 bis 1944 war er Professor für Zoologie an der Bristol University, anschließend bis 1964 Regius Professor of Zoology an der Glasgow University.
Seit 1945 war er Mitglied, von 1970 bis 1973 Präsident der Royal Society of Edinburgh. 1946 wurde er Mitglied der britischen Royal Society und 1968 wurde ihm für wichtige Beiträge im Bereich der Biologie die Darwin-Medaille verliehen, „in Anerkennung seiner vielen vorzüglichen Beiträge zur Evolutionsbiologie, besonders der Mollusken“.
Yonge war zweimal verheiratet und hatte insgesamt drei Kinder. Er starb 1986 in Edinburgh.